# Татјана Пипер Станковић
Татјана Станковић (девојачко Пипер; Београд, 1963) српска и југословенска је позоришна и гласовна глумица и позоришна редитељка.

## Биографија
Татјана Станковић је рођена у Београду 1963. године као Татјана Пипер. Школске 1990/1991. уписује редовне студије на Факултету драмских уметности у Београду смер позоришна и радио продукција, где је и дипломирала. Од 1983. до 1990. године је била запослена у позоришту лутака „Пинокио”. Била је члан Омладинско-драмског студија РТБ код Бате Миладиновића десет година. У позоришту „Душко Радовић” стално је запослена од 1994. године. Самосталном режијом почиње да се бави 1996. на предлог Србољуба Станковића. До тада је била његов помоћник режије на више представа. У својој професионалној каријери има око 50 премијера, два филма и негде око 300 епизода телевизијских луткарских серијала. Десетак година активно се бавила синхронизацијом цртаних филмова и реклама као део синхронизацијске трупе Квартет Амиго. Радила је и у студију Лаудворкс. Поред Валтровићевих награда и „Милене Начић” за анимацију у оквиру годишњих награда у свом позоришту носилац је многобројних награда на домаћим и међународним фестивалима. Тренутно игра у позоришту „Бошко Буха”. У својој професионалној каријери има око 50 премијера, два филма и око 300 епизода телевизијских луткарских серијала, као и бројне улоге у синхронизацијама.

## Награде
- Награда за најбољег младог глумца за улогу Ми-ши-Сан у представи „Ми-ши-Ко и Ми-ши-Сан“ на Позоришним сусретима у Нишу (1983);
- Специјална диплома за глумачко-аниматорско остварење за улогу Принцезе у представи Гуска на Месецу на Позоришним сусретима у Зрењанину (1985);
- Награда „Милена Саџак” за најбољег младог глумца за улогу Лепотице у представи „Лепотица и звер“ на Позоришним сусретима у Београду (1983);
- Награда „Отон Томанић” за улогу Лепотице у представи „Лепотица и звер“ на Међународном фестивалу позоришта за децу у Суботици (1995);
- Награда за режију на Позоришним сусретима у Зрењанину за представу „Девојчица са шибицама“ (1996);
- Награда за најбољу представу на фестивалу, „Девојчица са шибицама“ Фестић (1996);
- Награда за режију на Југословенском фестивалу представа за ђецу Котор за представу „Девојчица са шибицама“ (1996);
- Награда за режију за представу „Био једном један лав“ на Позоришним сусретима у Новом Саду (2001);
- Награда за режију за представу „Девојчица са шибицама” на фестивалу Позориште Звездариште у Београду (2003);
- Награда за режију за представу „Свет једног цвета” као и награда за најбољу представу на Позоришним сусретима у Суботици (2004);
- Награда за најбољу представу „Свет једног цвета” на фестивалу Позориште Звездариште у Београду (2005)

Носилац је многобројних колективних награда за анимацију. Са својим представама је учествовала на међународним фестивалима и гостовањима у Прагу, Бечу, Лисабону, Исфахану и Торонту.

## Улоге у синхронизацијама
| Цртани филм                                        | Улога                                                 |
| -------------------------------------------------- | ----------------------------------------------------- |
| Ајванхо                                            | Лејди Ровина                                          |
| Алфред Џонатан Квак                                | Вини                                                  |
| Астерикс у Британији                               | Импедимента/Инстантмикс                               |
| Бејблејд (Квартет Амиго)                           | Реј, Дизи, Кени                                       |
| Бетмен: Анимирана серија                           | Жена мачка                                            |
| Дигимони (Квартет Амиго)                           | Мими, Пијомон, Јори                                   |
| Дино бебе                                          | Лабреа                                                |
| Екшн мен (2002)                                    | Натали, Агнес                                         |
| Изногуд                                            | разни женски ликови                                   |
| Икс-мени (Квартет Амиго)                           | Враголанка / Ана Мари, Џубили / Џубилејшн Ли          |
| Каиџудо                                            | Јага                                                  |
| Конанове авантуре (Квартет Амиго)                  | Јасмин                                                |
| Краљ и ја                                          | Ана Лионовенс (дијалози)                              |
| Магичне авантуре Квазимода (Квартет Амиго)         | Есмералда                                             |
| Мајстор Боб                                        | Венди                                                 |
| Мали летећи медведићи                              |                                                       |
| Марко Мама не одлази                               | Маркова мама                                          |
| Мистерије Провиденса (Квартет Амиго)               | Катја                                                 |
| Млади мутанти нинџа корњаче (1987) (Квартет Амиго) |                                                       |
| Најлепше бајке света                               | разни женски ликови                                   |
| Нилсова чаробна авантура                           | Шаргарепа, Нилсова мама                               |
| Повратак на чаробну планету Гаја                   | Аланта                                                |
| Петар у чаробној земљи                             | Анабела, ноћна вила, Мајка облаки                     |
| Робинзон Сукро                                     | разни женски ликови                                   |
| Свемирски баскет                                   | Зечица Лола, Твити, Гицко Прасић, ванземаљац, врачара |
| Симсала Грим (Квартет Амиго)                       | Птице, разни женски ликови                            |
| Скуби Ду (Квартет Амиго)                           | Дафне Блејк                                           |
| Тејл спин (Квартет Амиго)                          | Ребека, Моли                                          |
| Три лакрдијаша                                     | сви женски ликови                                     |
| Урмел                                              | Свиња, професорка                                     |
| Хеј Арнолде: филм                                  | Хелга итд.                                            |
| Чаробни мач: У потрази за Камелотом                | Кејли (дијалози)                                      |